# Nižneingašskij rajon
Il Nižneingašskij rajon è un rajon (distretto) del kraj di Krasnojarsk, nella Russia siberiana centrale; il capoluogo è l'insediamento di tipo urbano di Nižnij Ingaš.